# Viktor von Loßberg
Viktor Ernst Louis Karl Moritz von Loßberg (* 18. Januar 1835 in Kassel; † 24. Mai 1903 ebenda) war ein preußischer Generalmajor.

## Leben

### Herkunft
Viktor war ein Sohn des kurhessischen Generalleutnants und Divisionskommandeurs Bernhard von Loßberg (1802–1869) und dessen Ehefrau Cordelia, geborene Freiin von Haynau (1812–1886).

### Militärlaufbahn
Loßberg besuchte das Gymnasium und war anschließend Kadett in seiner Heimatstadt. Er trat am 6. Juni 1853 als Portepeefähnrich in das Leib-Garderegiment der Kurhessischen Armee ein. Dort wurde Loßberg kurz darauf am 11. September 1853 zum Sekondeleutnant befördert und als solcher am 12. Oktober 1854 zum 2. Infanterieregiment versetzt. Hier war er vom 8. August 1859 bis 15. November 1863 Adjutant des II. Bataillons, wurde dann Premierleutnant und stieg zum Regimentsadjutanten auf. Während des Deutschen Krieges beteiligte er sich 1866 am Feldzug gegen Preußen, ohne dass er jedoch in Kampfhandlungen verwickelt war.
Nach Kriegsende und der Annexion des Kurfürstentums durch Preußen erfolgte seine Übernahme in das neu aufgestellte Infanterie-Regiment Nr. 82 der Preußischen Armee. Mit seiner Beförderung zum Hauptmann am 8. Mai 1869 wurde Loßberg zeitgleich zum Kompaniechef ernannt. Als solcher nahm er 1870/71 am Deutsch-Französischen Krieg teil, kämpfte mit seinem Regiment bei Weißenburg, Wörth, Sedan und Pfalzburg und machte die Belagerung von Paris mit. Mit dem Eisernen Kreuz II. Klasse ausgezeichnet, kehrte er nach Kriegsende in die Garnison zurück.
Am 15. September 1874 folgte seine Versetzung in das Füsilier-Regiment Nr. 38 und seine Beförderung ein Jahr darauf zum Major. Loßberg war vom 19. März 1878 bis 10. Oktober 1879 Stabsoffizier im 2. Garde-Regiment zu Fuß und wurde anschließend zum Kommandeur des I. Bataillons ernannt. Als Oberstleutnant (seit 13. September 1882) war Loßberg zeitgleich 1885 auch Mitglied der Kommission zur Unterstützung des Kriegsministers bei der Sichtung der infolge eines Preisausschreiben eingegangenen Modelle an Bekleidungs- und Ausrüstungsstücken für die Infanterie. Im Jahr darauf beauftragte man Loßberg ab 11. Februar zunächst mit der Führung des 3. Garde-Regiments zu Fuß und ernannte ihn schließlich mit der Beförderung zum Oberst am 18. September 1886 zum Regimentskommandeur. Am 19. September 1888 erhielt er den Kronenorden II. Klasse. Zehn Tage später wurde er à la suite des Regiments gestellt und mit der Führung der 36. Infanterie-Brigade beauftragt. Unter gleichzeitiger Beförderung zum Generalmajor am 15. Oktober 1889 folgte die Ernennung zum Brigadekommandeur. In Anerkennung seiner langjährigen Verdienste verlieh ihm Wilhelm II. am 19. September 1890 den Roten Adlerorden II. Klasse mit Eichenlaub. Am 15. Dezember 1890 wurde Loßberg mit der gesetzlichen Pension zur Disposition gestellt.

### Familie
Loßberg hatte am 15. November 1865 in Hanau Melly Toussaint (1836–1926) geheiratet. Aus der Ehe gingen drei Kinder hervor:
- Otto (1866–1914), preußischer Leutnant a. D. und Journalist
- Fritz (1868–1942), deutscher General der Infanterie
- Wilhelm (1874–1878)